# John Dickson-Poynder, 1. Baron Islington

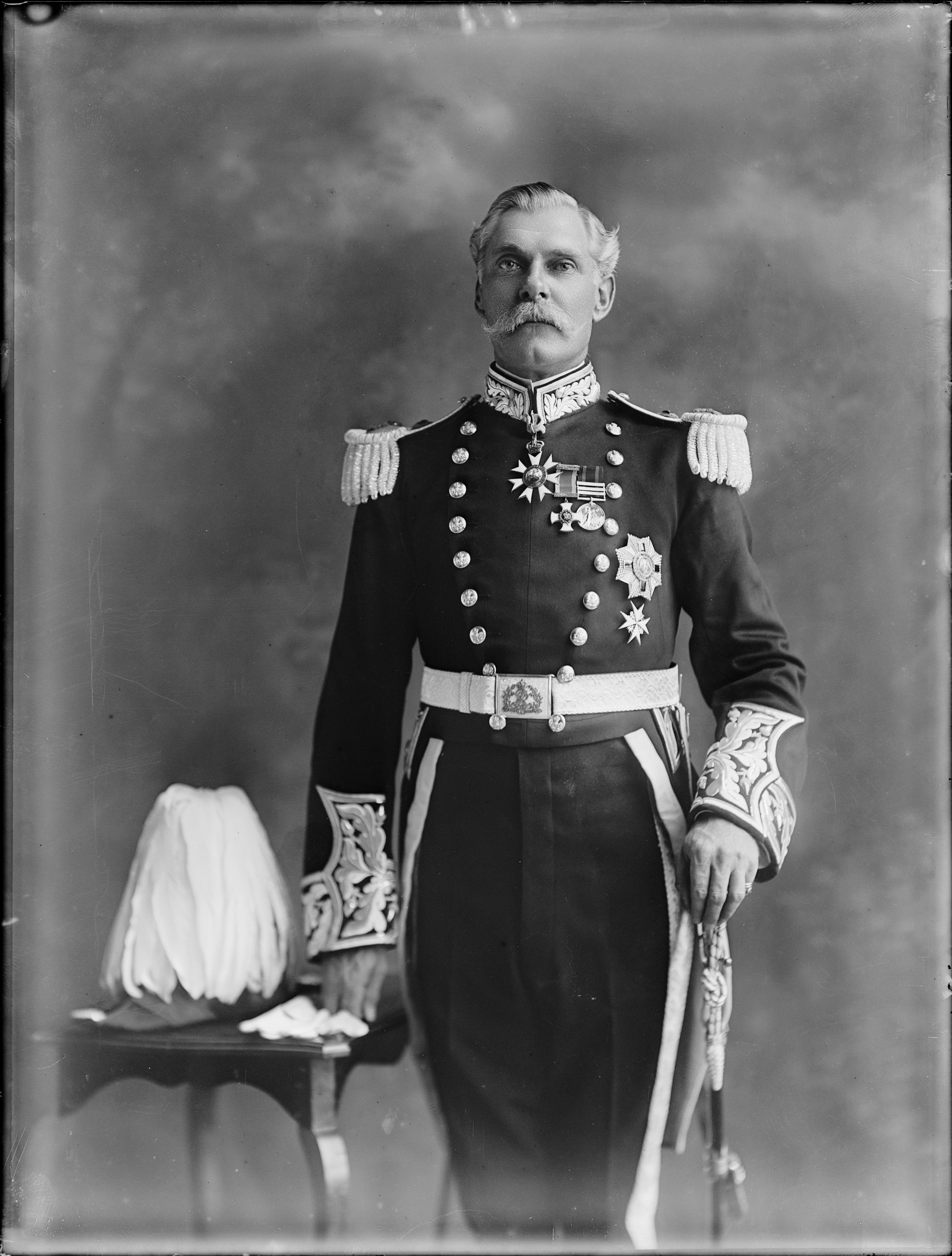
Lord Islington 1911.

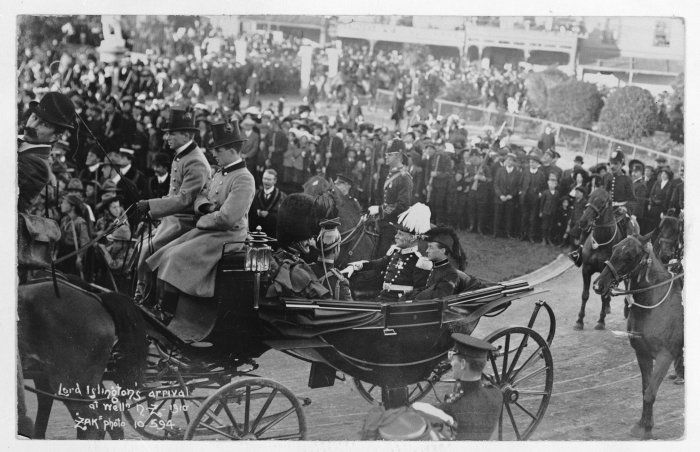
Islington bei seiner Ankunft in Wellington mit Eskorte aus berittener Polizei.

John Poynder Dickson-Poynder, 1. Baron Islington Bt, GCMG, GBE, DSO, PC (* 31. Oktober 1866 auf der Isle of Wight; † 6. Dezember 1936 im Hyde Park in London), geboren als John Poynder Dickson, war ein britischer Politiker. Er war zwischen 1910 und 1912 Gouverneur von Neuseeland und hatte später gehobene Ämter in der britischen Kolonialverwaltung in Indien inne.

## Frühes Leben
Er wurde als Sohn des Konteradmirals John Bourmaster Dickson am 31. Oktober 1866 auf der Isle of Wight geboren und erhielt seine Schulbildung an der Twyford School, der Harrow School und an der Christ Church in Oxford. 1884 erbte er von einem Onkel väterlicherseits den Adelstitel 6. Baronet, of Hardingham Hall in the County of Norfolk. Nachdem er das Erbe eines Onkels mütterlicherseits antrat, nahm er mit königlicher Erlaubnis 1888 dessen Namen „Poynder“ in seinen Nachnamen auf.

## Parlamentsabgeordneter
Dickson wurde 1890 zum High Sheriff von Wiltshire ernannt. Er wurde 1892 für die Conservative Party Parlamentsabgeordneter für den Sitz des Wahlbezirkes Chippenham in Wiltshire. 1905 trat er der Liberal Party bei. Von 1898 bis 1904 war er Mitglied des London County Council. Er diente im Zweiten Burenkrieg bei der Royal Wiltshire Yeomanry (die als Freiwilligenbataillon der Royal Scots fungierte) als Aide-de-camp für Lord Methuen. Für diese Dienste erhielt er im November 1900 den Distinguished Service Order (DSO).

## Gouverneur von Neuseeland
1910 wurde Dickson unter George V. zum Gouverneur von Neuseeland ernannt, dieses Amt hatte er vom 22. Juni 1910 bis zum 3. Dezember 1912 inne.
Im gleichen Jahr wurde er zum Baron Islington, of Islington in the County of London, erhoben. Er war der letzte Gouverneur Neuseelands, der diesen Titel die gesamte Amtszeit innehatte. Durch den bereits von seinem Vorgänger proklamierten Übergang Neuseelands von der Kolonie ins Dominion wurde in der Amtszeit seines Nachfolgers die Verantwortung an einen Generalgouverneur über. 1911 wurde er Knight Commander des Order of St. Michael and St. George (KCMG) und Mitglied des Privy Counsel, 1912 wurde er zum Präsidenten der Royal Commission für den öffentlichen Dienst in Indien ernannt, in der er mit Lord Ronaldshay, Herbert Fisher und Abdur Rahim zusammenarbeitete.

## Weitere Laufbahn
Dickson wurde Under-Secretary of State for the Colonies und 1915 Under-Secretary of State for India. Er stand dem Imperial Institute für acht Jahre vor, ebenso von 1920 bis 1926 dem National Savings Committee. 1926 wurde er zum Knight Grand Cross des Order of the British Empire (GBE) ernannt.
Dickson war mit Anne Dundas verheiratet. Mit ihr hatte er eine Tochter, Hon. Joan Alice Katherine Dickson-Poynder (1897–1987), die Edward Grigg, 1. Baron Altrincham, heiratete.
Lord Islington starb am 6. Dezember 1936 im Alter von 70 Jahren in den Hyde Park Gardens in London und wurde in Hilmarton in Wiltshire begraben. Da er keine Söhne hatte, erloschen seine beiden Adelstitel mit seinem Tod.